# آسيا عبد الله
آسيا عبد الله هي إعلامية لبنانية، تطل من خلال شاشة قناة بي إن سبورت العربية (الجزيرة الرياضية)، من مواليد 2 ديسمبر 1988، وتحمل الجنسية التركية واليونانية بالإضافة للجنسية اللبنانية، وتعتبر أول معلقة كرة سلة في الوطن العربي.

## نشأتها وحياتها

### نشأتها
ولدت آسيا عبد الله يوم الثاني من ديسمبر عام 1988 في بيروت، منطقة كليمنصو – ميناء الحصن، من أب لبناني وأم تركية، وترعرعت في كنف عائلة تعشق الرياضة والعلم، فالابن البكر هو لاعب كرة قدم سابق والأصغر لاعب كرة سلة وكان مجيئ «آسيا» إلى الحياة بمثابة تغيير في العائلة الذكورية بامتياز. بدأت آسيا عبد الله عشقها للرياضة في سن الخامسة بدعم كبير من والدها «أحمد» الذي كان يريدها ان تكون بطلة في رياضة الجمباز، لكن المشوار في هذا العالم لم يكتمل بعد خطأ من المدربة أثناء محاولتها جعل آسيا تقوم بإحدى الحركات فكانت على وشك ان تعطبها، ومن هنا نشأت «الفوبيا» من عالم الجمباز. بعد تلك الإصابة الطفيفة وفيما كانت آسيا تشارك في بطولة لبنان للمدارس في العدو لمسافات 100 و200 و800 تم اكتشافها من قبل المدرب الفرنسي في نادي الأنصار «دورو» وتحدثوا إلى عائلتها لضمها إلى عائلة بطل لبنان يومها. انضمت آسيا إلى نادي الأنصار اللبناني وكانت أصغر عداءة واستطاعت في أول بطولة تشارك فيها في لبنان ان تنال ذهبية ال200 متر وبرونزية ال800. إصابة آسيا في ظهرها أثناء إحدى التمرينات جعلتها تتوقف لعام ومن بعدها تعود من بوابة عالم كرة السلة، إذ اختيرت أفضل صانعة ألعاب في بطولة المدارس لتنضم بعدها إلى النادي الرياضي بيروت تحت قيادة المدرب الاميركي مايكل كمبرلاند.. علاقات آسيا عبد الله في عالم الرياضة جعلها تكون النواة المؤسسة لأول منتخب كرة قدم نسوي في لبنان برفقة المدرب جهاد محجوب (مدرب حراس منتخب لبنان حاليا).. كل هذا وآسيا لا تزال تواصل تعليمها.

### أفضل قارئة للقرآن الكريم
في سن الثالثة عشرة نالت آسيا عبد الله جائزة أفضل قارئة للقرآن الكريم في لبنان، وهي مسابقة تنظم سنويًا في لبنان لأطفال في سن صغيرة.

### لقب ملكة جمال
كذلك في العام 2003، فازت آسيا عبد الله بلقب «مس فينوس» في بيروت

### العائلة
متزوجة من جهاد يوسف وهو أيضاً مذيع في قنوات بي ان سبورتس

## تحصيلها العلمي
وسط كل هذا العشق للرياضة، كانت آسيا تتابع تحصيلها العلمي في مدرسة «المقاصد» في بيروت، وبعد تفوقها في المرحلة الابتدائية، نالت منحة دراسية لتنهي دراستها الثانوية بتفوق. بعدها انضمت إلى كلية الاعلام والتوثيق في الجامعة اللبنانية قسم الاعلام المرئي والمسموع وتخرجت بدرجة «أ» بفضل نجاح مشروع تخرجها فيلم «قوم لوط أحياء يرزقون»، فيلم وثائقي أثار جدل كبير.
في العام الجامعي الأول تركت آسيا عبد الله عالم الرياضة الاحترافية وانضمت إلى منتخب الجامعة اللبنانية لكرة السلة فقط من باب التسلية، لكثرة ضغط الدراسة، وترافق ذلك مع نيلها دبلوم في اللغة الفرنسية من الجامعة اليسوعية. أنهت آسيا عبد الله الدراسة الجامعية والعام الأول من مرحلة الماسترز قبل أن يصلها عرض من قناة الجزيرة الرياضية لتترك رسالة الماجستير معلقة وتأتي إلى قطر. لاحقا أكملت درجة الماجستير في الإعلام من معهد الدوحة للدراسات العليا.

## حياتها المهنية

### الصحافة المكتوبة
تركت آسيا عبد الله عالم الرياضة لدى التحاقها بالجامعة لتكرس وقتها بالكامل للحياة العلمية والعملية، وفي أول عام لها في الجامعة بدأت العمل كصحافية متدرجة في عدد من الصحف اللبنانية والعربية من الشرق إلى الرأي العام الكويتية وأخيرا جريدة الأخبار التي كانت من فريق عملها المؤسس، فقد انطلقت «الأخبار» تزامنا مع الحرب الإسرائيلية على لبنان في تموز 2006، وعملت آسيا كمراسلة ميدانية لتغطية الحرب، لتتفرغ بعدها لعشقها الرياضي وتبرع في عالم التحقيقات الرياضية الميدانية التي تعتمد على الصحافة الاستقصائية.

### قناة الجديد
تزامنا مع عملها في جريدة الأخبار بدات آسيا عبد الله عملها كمذيعة رياضية في تلفزيون الجديد كأول فتاة رياضية تنتقل إلى عالم الصحافة الرياضية، أربعة أشهر فقط على ظهور ابتسامتها الجذابة وضحكتها الطفولية على شاشة تلفزيون الجديد، تمكنت آسيا عبد الله خلالها من فرض نمط شخصية سهلة وممتنعة من خلال أدائها الواثق وحضورها المميز وتفاعلها وابتسامتها الطبيعية ومظهرها المنسجم مع الرياضة. تجربة إعلامية قصيرة زمنياً بين المكتوب والمرئي، لكنها كانت كافية كي ترصد العيون المكلفة باصطياد المواهب والكفاءات، وتنقلها من بيروت إلى الدوحة، كمذيعة في المحطة الجديدة في باقة قنوات الجزيرة، وهي قناة الجزيرة الرياضية.

### قناة الجزيرة الرياضية
نجحت آسيا في قطع شك النقاش التقليدي في شأن أي مذيع جديد، حول جدارته وحضوره، بفضل ثقتها العالية بالنفس وخلفيتها الرياضية الظاهرة، ما قادها بسرعة قياسية إلى الشاشة الرياضية الأقوى في العالم العربي، ففي يناير 2009، انتقلت للعمل في قناة الجزيرة الرياضية، وإذا كان الجمهور قد أحب إطلالة الفتاة الرياضية الطفولية والعفوية عبر تلفزيون الجديد، فقد أحب أيضاً الفتاة الناضجة الجدية التي تمكنت من الحفاظ على حيويتها وابتسامتها على شاشة الجزيرة الرياضية.

## برامجها
إلى جانب كونها أول معلقة كرة سلة في العالم العربي، قدمت آسيا عبد الله عددا من الاستوديوهات المباشرة والبرامج الرياضية من قلب وخارج الدوحة، بدءا من الاستوديو التحليلي لنهائي دوري الآن بي آي في 2010 إلى برنامجها المتواصل حاليا على الجزيرة الرياضية الأخبارية «عالم كرة السلة»، ومن برامجها:
- عالم كرة السلة
- الليجا في أسبوع
- كواليس بطولة قطر المفتوحة لتنس السيدات (سنويا)
- حصيلة قطر اكسون موبيل لتنس الرجال (سنويا)
- كواليس بطولة فرنسا المفتوحة للتنس (رولان غاروس)
- بين الملاعب وهو عبارة عن استوديو كرة قدم مباشر لثلاث ساعات يتنقل بين الملاعب ومبارياتها المباشرة
- عالم السرعة (قدمته لفترة وجيزة)
- عالم التنس (قدمته لفترة وجيزة)
- العد التنازلي (أثناء مونديال البرازيل)

أهم البطولات والأحداث:
- كأس العالم لكرة السلة في تركيا 2010
- قضية ترشح محمد بن همام لرئاسة الفيفا – ماليزيا من مقر الاتحاد الآسيوي لكرة القدم 2011
- بطولة فرنسا المفتوحة للتنس رولان غاروس للعام 2011 والعام 2012
- كلاسيكو دوري أبطال أوروبا (نصف النهائي بين نادي برشلونة وريال مدريد) من برشلونة

## جائزة أفضل إعلامية رياضية شاملة
نالت اللبنانية آسيا عبد الله، مذيعة قناة الجزيرة الرياضية، جائزة التميّز والإبداع كأفضل إعلامية رياضية شاملة لعام 2011 وفق الاستفتاء السنوي الذي أجرته مجلة الأهرام العربي المصرية جرياً على عادتها في كل عام.
«الأهرام العربي»، منحت الإعلامية اللبنانية هذه الجائزة تقديراً لما وصفته «بتميزها في الاداء وخلفيتها الرياضية المتميزة والمتنوعة وقدرتها على تقديم مختلف أنواع البرامج الرياضية ميدانيا أو داخل الاستوديو إلى جانب تفوقها الواضح وطريقتها التعبيرية الفريدة من نوعها في تقديم نشرات الاخبار»، حيث ساهمت في تقديم مادة اعلامية تلفزيونية رياضية فريدة، سواء كمذيعة أخبار أو مقدمة برامج حواريّة وإخباريّة أو مراسلة أو معلّقة على مباريات كرة السلة.